# Windows 2.0
Windows 2.0 je Microsoftov 16-bitni operacijski sistem. Izšel je novembra 1987 v dveh različicah: 286 in 386.

## Zgodovina

### Aplikacije
V Windows 2.0 se pojavita prvi različici Microsoft Worda in Excela.
Programi v Windows 2.0:
- CALC.EXE
- CALENDAR.EXE
- CARDFILE.EXE
- CLIPBRD.EXE
- CLOCK.EXE
- CONTROL.EXE
- CVTPAINT.EXE
- MSDOS.EXE
- MSDOSD.EXE
- NOTEPAD.EXE
- PAINT.EXE
- PRACTICE.WRI
- REVERSI.EXE
- TERMINAL.EXE
- WRITE.EXE

### AT&T
Windows 2.0 je bil priložen računalnikom AT&T. Imel je tudi podporo plug'n'play.

### Microsoft in Apple konflikt
Apple je vložil tožbo proti Microsoftu, saj je Windows 2.0 bil identičen Apple Lisi. Apple je na sodišču izgubil.